# Bailleul-sur-Thérain
 Bailleul-sur-Thérain  es una población y comuna francesa, en la región de Picardía, departamento de Oise, en el distrito de Beauvais y cantón de Nivillers.

## Demografía
| 927 | 1150 | 1212 | 1523 | 1567 | 1753 |
| Para los censos de 1962 a 1999 la población legal corresponde a la población sin duplicidades (Fuente: INSEE [Consultar]) |      |      |      |      |      |